# Sybra fervida
Sybra fervida là một loài bọ cánh cứng trong họ Cerambycidae.